# ムメヒ
ムメヒ（ツワナ語: Mmegi、「記者、報道者」）は、英語で書かれたボツワナの全国紙。1984年に創設され、今日ではディクハング出版（Dikgang Publishing Company）により、首都ハボローネで日刊紙が発行されている。2006年の時点で、ムメヒはボツワナで唯一の独立系日刊紙である。
同紙の名称はツワナ語で「記者、報道者」を意味し、その標語は「私たちが知る必要のあるニュース」（"News we need to know"）である。1989年までは、「ムメヒ・ワ・ディクハング／ザ・リポーター」（"Mmegi wa Dikgang/The Reporter"）と呼ばれていた。